# Astragalus kabadianus
Astragalus kabadianus es una  especie de planta herbácea perteneciente a la familia de las leguminosas. Es originaria del Asia Central
Es un  arbusto perennifolia originaria de Asia Central donde se distribuye por Afganistán y Tayikistán.

## Taxonomía
Astragalus kabadianus fue descrita por  Vladímir Lipski y publicado en Trudy Glavnago Botanicheskago Sada 26: 161. 1910.
Etimología
Astragalus: nombre genérico derivado del griego clásico άστράγαλος y luego del Latín astrăgălus aplicado ya en la antigüedad, entre otras cosas, a algunas plantas de la familia Fabaceae, debido a la forma cúbica de sus semillas parecidas a un hueso del pie.
kabadianus: epíteto otorgado en honor de Kabadianski.
Sinonimia
- Astragalus cisdarvasicus Gontsch.	[4]